# O salutaris de Chausson
Pour les articles homonymes, voir O Salutaris.
O salutaris est une œuvre de musique religieuse d'Ernest Chausson composée en 1879.

## Présentation
Première page de musique religieuse d'Ernest Chausson, le motet O salutaris est daté du 14 mai 1879,. À cette époque, Chausson est élève en classe de composition de Jules Massenet au Conservatoire de Paris. 
L'œuvre, qui est écrite pour baryton et orgue (ou harmonium), reprend le texte de la première strophe de l'hymne O salutaris hostia de Thomas d'Aquin (extrait de l'hymne de laudes Verbum supernum prodiens). 
Pour le musicologue Jean Gallois, le O salutaris de Chausson était vraisemblablement destiné « à l'une des communautés religieuses que fréquentait Berthe de Rayssac ». 
La partition n'est pas publiée du vivant du compositeur. Le manuscrit autographe est conservé à la Bibliothèque nationale de France (Ms 8726),. 

## Analyse
O saluraris est une partition brève, de 112 mesures, en ré majeur. 
L'œuvre, de forme ternaire A-B-A, avec le vers « da robur » qui tient lieu de transition, s'ouvre sur une introduction de huit mesures à l'orgue (ou harmonium) qui préludent « à une ligne vocale voulue tranquille et sûre, que soulignera la belle modulation sous le second vers (« quae cœlis pandis ostium »), annonçant l'éclatant mi d'« hostilia » ». 
Dans l'ensemble, Jean Gallois juge l'ouvrage « intéressant », notamment « par la qualité de sa prière intérieure ». 

## Discographie
- Ernest Chausson: Organ and Choral Works, Stanisław Maryjewski (orgue), solistes et chœur académique de l'université de Lublin, Elżbieta Krzemińska (dir.), Acte Préalable AP0556, 2023, premier enregistrement mondial[6].

### Partitions
- Ernest Chausson (édition critique Isabelle Bretaudeau), Les Dix Motets : opus 6, 12 et 16, Lyon, Symétrie, 2021 (ISBN 978-2-36485-124-5, présentation en ligne).

### Ouvrages
- Jean Gallois, Ernest Chausson, Paris, Fayard, 1994, 605 p. (ISBN 978-2-213-03199-6).
- Adélaïde de Place, « Ernest Chausson », dans François-René Tranchefort (dir.), Guide de la musique sacrée et chorale profane : De 1750 à nos jours, Paris, Fayard, coll. « Les indispensables de la musique », 1993, 1176 p. (ISBN 2-213-02254-2), p. 183-185.
- Gilles Thiéblot, Ernest Chausson, Paris, Bleu nuit éditeur, coll. « Horizons » (no 86), 2021, 176 p. (ISBN 978-2-35884-102-3).